# Frederik van Dohna-Carwinden

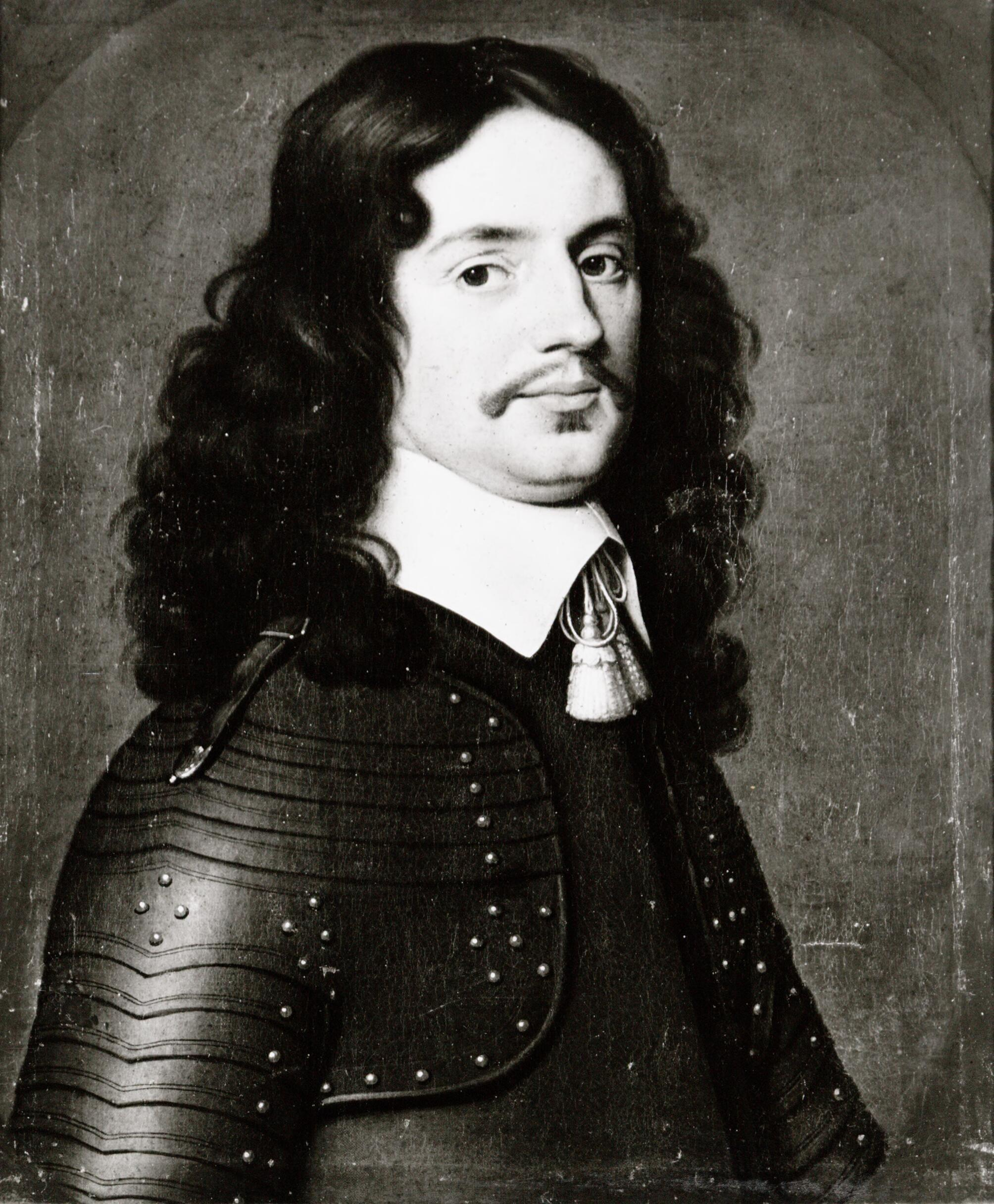
Frederik van Dohna-Carwinden (1621-1688)

Frederik Graaf van Dohna-Carwinden (Küstrin, 4 februari 1621, Lutry bij Lausanne, 27 maart 1688) was een generaal in het Staatse leger en gouverneur van het prinsdom Oranje.

## Biografie

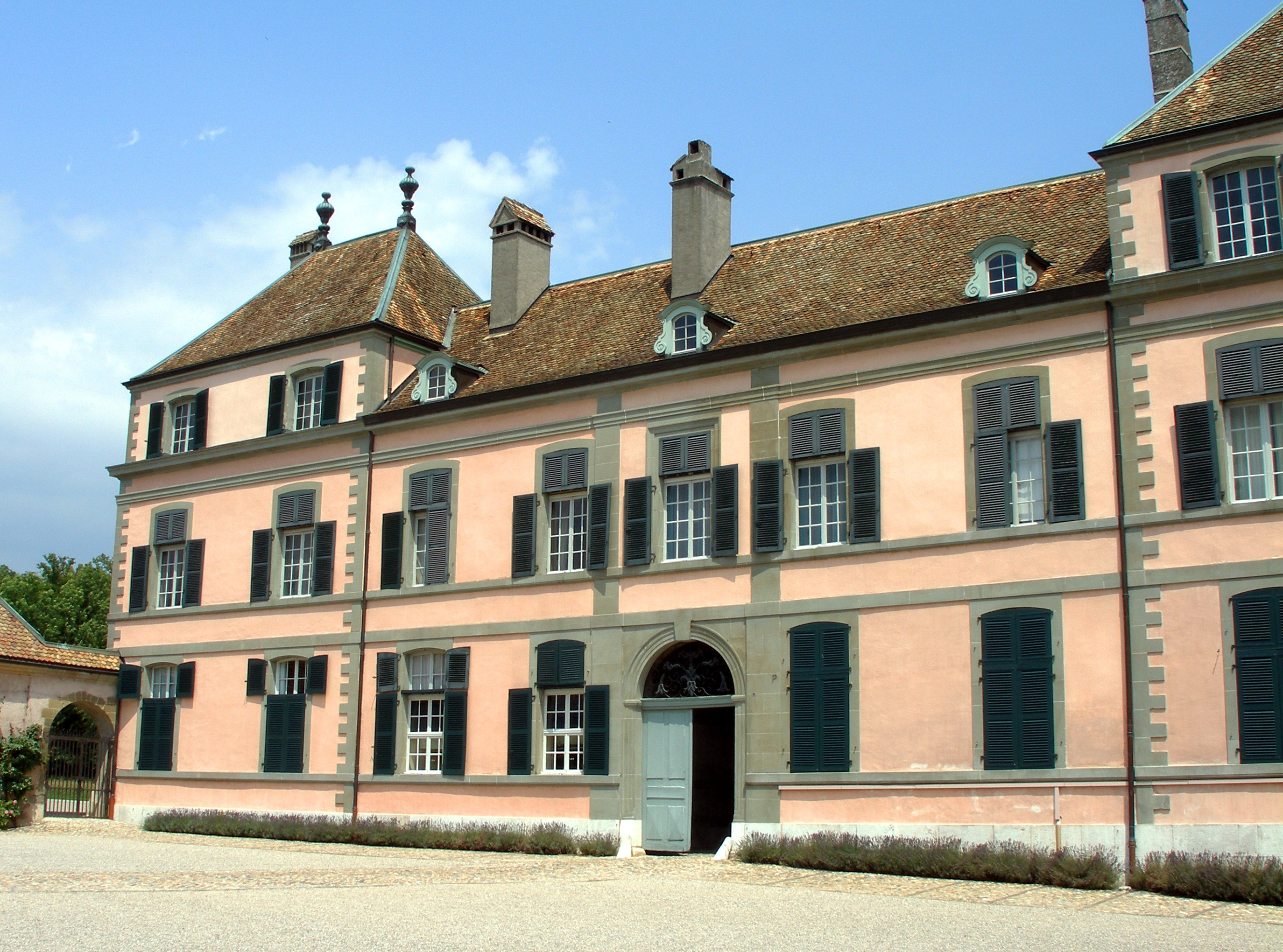
Het château de Coppet, dat later bewoond zou worden door Jacques Necker en Madame de Staël

Dohna werd geboren in Küstrin toen zijn ouders, Christoph von Dohna (1583–1637) en Ursula zu Solms-Braunfels moesten vluchten. Zij vluchtten in het kielzog van Frederik V van de Palts, een neef van Amalia van Solms. Zijn jeugd bracht hij door in Delft en in Orange, waar zijn vader sinds 1629 gouverneur was. In 1636 kwam Dohna onder Hendrik Casimir II van Nassau-Dietz in het Nederlandse leger, waar hij zich tot luitenant-generaal opwerkte. In 1649 benoemde zijn neef Willem II van Oranje hem als gouverneur van het prinsdom Oranje, dat hij beheerde tot de gedwongen inbeslagname door Lodewijk XIV (1660).
In 1650 was hij betrokken bij de aanslag op Amsterdam, samen Cornelis van Aerssen. Daarna verhuisde hij naar een woning in Coppet aan het Meer van Genève, dat hij reeds had verworven in 1657. Hij trouwde in 1656 met Espérance du Puy-Montbrun (1638-1690), gravin van Ferrassières, een nicht van Alexander du Puy.
Zijn zuster Elisabeth Charlotte trouwde met Otto graaf van Limburg Stirum, heer van Bronckhorst, Borculo en Wisch.
- Zijn memoires zijn een "bron van grote historische en cultureel belang".
- Pierre Bayle was in Coppet 2,5 jaar tutor bij Dohna.

## Kinderen
- Henriëtte Amalie Catharina (Orange, 12 november 1658, Frankfurt am Main, 18 september 1707), trouwt te Epeyssolles op 5 mei 1680 met Julius Heinrich graaf von Friesen (17 juni 1657, Rastatt 28 augustus 1706)[3]
- Friedrich Albrecht (Orange, 1659, Genève, 1662)
- Louise Antoinette (1 oktober 1660, Carwinden, 16 januari 1716), trouwt te Genève op 15 maart 1685 met Friedrich Christoph burggraaf en graaf zu Dohna-Carwinden (7 januari 1664, 15 juli 1727)
- Alexander (Genève, 5 februari 1661 <klopt dit wel? scheelt ca 5 maanden met zus>, Königsberg, 25 februari 1728), burggraaf en graaf zu Dohna-Schlobitten, burggraaf van Wartenburg, trouwt 1e te Neukloster bei Wismar op 29 juli 1684 met Amalia Louise burggravin en gravin zu Dohna (20 juli 1661, 2 april 1724) en trouwt 2e te Reichterswalde op 25 december 1725 met Johanna Sophia burggravin en gravin zu Dohna-Lauck (27 augustus 1682, 2 april 1735)
- Henriëtte Ursula (25 januari 1663, Epissole en Bresse, 2 mei 1712, Königsberg), trouwt te Detmold op 29 maart 1695 met Ferdinand Christian graaf zur Lippe-Detmold (Detmold 13 september 1668, Samrodt 18 oktober 1724), heer van Samrodt[4]
- Johann Friedrich (9 november 1663, Parijs, gesneuveld 24 juli 1712, Denain), markies van Ferrassieres, trouwt 1e op 14 maart 1692 met Lady Helen MacCarthy (1671, 24 april 1698), en trouwt 2e te Ooy, Gelderland op 5 maart 1702 met Albertine Henriëtte gravin van Bylandt (Leeuwarden 26 oktober 1673, 1725)
- Christoph I (5 april 1665, Coppet, 11 oktober 1733, Schlodien), burggraaf en graaf zu Dohna-Schlodien, nam als generaal in het Staatse leger deel aan de Negenjarige Oorlog, trouwt te Detmold op 28 november 1690 met  Frede-Marie burggravin en gravin zu Dohna (21 december 1660, 22 november 1729)
- Espérance Genève Magdalène (16 mei 1668, Coppet, 2 augustus 1729, Königsberg)
- Sophia Albertina (12 augustus 1674, Coppet, 23 september 1746, Schlobitten), trouwt te Schlobitten op 16 april 1713 met graaf Heinrich Wilhelm zu Solms-Wildenfels (Wildenfels, 16 mei 1675, Wartenberg 15 september 1741)

- Bibliothèque nationale de France: cb10615653v (data)
- Gemeinsame Normdatei: 135962307
- Historisch woordenboek van Zwitserland: 023481
- International Standard Name Identifier: 0000 0000 5594 7630
- Nationale Bibliotheek van Polen: a0000002587413
- Nederlandse Thesaurus van Auteursnamen: 07114594X
- Système universitaire de documentation: 219475156
- Virtual International Authority File: 80388949
- WorldCat: E39PBJd88kT64f3RpJKbHYDTHC